# 沉默之丘：起源
《沉默之丘：起源》是科樂美發售的驚悚遊戲。遊戲開發與科樂美無關，由Climax Studios所製作，但是遊戲音樂由当时科乐美作曲家山岡晃負責。

## 概要
故事發生在第一部《沉默之丘》之前，作品中有暗示其存在的道具，也有其登場人物。
與之前的系列作不同，近距離武器使用的次數基本上是有限制的，也因此可以獲得多數武器，PS2版本的角色有若干變更。

## 故事
主角崔維斯·葛萊迪是一位貨車司機，在雨夜裡駕駛著大卡車行駛於路上。
突然，一個小女孩的身影衝至道路中央，崔維斯大吃一驚，連忙煞住了車子。
正當崔維思想詢問女孩是否無恙之際，女孩卻轉身跑走。基於擔心，崔維斯也提起腳步追了上去，崔維斯跟著女孩，來到一棟著火的房屋前。
此時，屋內傳來尖叫，而他決定衝進屋內，救出屋子裡面全身被灼傷的女孩，但是卻失去了意識。
等到他醒來時，發現自己身處一個叫做「沉默之丘」的城鎮中⋯⋯

## 主要登場人物
崔維斯·葛萊迪（Travis Grady）
本作的主角，貨車司機。背負著悲傷的過去，因沉默之丘的力量漸漸的找回自己失去的記憶。
亞雷莎·吉雷絲比（Alessa Gillespie）
雖然被崔維斯從火災現場中所救出，但卻徒勞無功，已停止呼吸的少女。但是，之後卻在崔維斯的面前不斷地出現。
妲利亞·吉雷絲比（Dahlia Gillespie）
亞雷莎的母親，也是新興宗教的狂信者。為了將亞雷莎奉獻給宗教而養育她。
麗莎·嘉蘭德（Lisa Garland）
ALCHEMILLA醫院的護士。雖然性格明朗但有情緒不安定的一面。
麥可·考夫曼（Michael Kaufmann）
ALCHEMILLA醫院的醫生。身為醫生，個性冷靜沈著但是總給人不好的印象。私底下和毒品扯上關係，也與新興的宗教有關係。

## 怪物
Nurse
崔維斯最初遭遇的人型怪物。系列作常見的怪物，發現崔維斯的話就會蹌踉而來，會以手術刀和巨大的針筒攻擊。名稱的意思為「護士」。
Strait Jacket
兩手被綁住，像是被拘束姿態的怪物。動作迅速，會吐出液體攻撃。名稱的意思為「拘束衣」。
Carrion
下半身異常脹大，臉的皮膚像是被剝下來的獸型怪物。平常時會將頭部拖在地上來回爬行，一靠近的話就會以快速的動作飛撲過來。名稱的意思為「腐屍」。
Remnant
像影子一般的怪物。因為身體是透明的，在暗處不容易發現。唯一不需要給予致命一擊的怪物。名稱的意思為「殘存者」。
Caliban
以腹部朝上兩手撐在地上的方式移動的怪物。移動時地面會發出聲音，擁有巨大的身軀，體力和攻擊力都很高。在劇場則是以頭目怪物身分登場。名稱的意思為「卡利班」（莎士比亞戲劇《暴風雨》中兇殘醜陋的奴僕之名）。
Ariel
只在劇場出現，像傀儡的怪物。多於天花板上倒吊，掉落到地上時有時也會以倒立的方式來移動。倒吊時會勒頸攻擊，倒立時會用重複使用踢擊。名稱的意思為「瞪羚」。（同樣為莎士比亞戲劇《暴風雨》中的角色名）。
Calion Mother
由Carrion巨大化的怪物。行動與Carrion相差無幾，有時也回持續抬起前腳進攻。打倒它時，會像煙霧一般消失，只留下綠色的痕跡。名稱的意思為「腐屍母體」。
Twoback
擁有似乎是兩個人類交疊在一起外型的怪物。手腳的動作非常不協調，走路的姿勢看起來也像是在掙扎。會用針刺或吐出液體來攻擊。名稱的意思為「雙背」。
The Butcher
擁有「屠夫」之名，人型的怪物。手中拿著切肉刀，在遊戲中常常可以看見它屠殺其他怪物的行動。移動速度遲緩，但是破壞力高，被抓住後會狠狠的捅一刀。名稱的意思就是「屠夫」。
Momma
崔維斯死去的母親所異化而成的型態。從天花板倒吊著，身體雖然是人型，但包覆著其周圍鐵枷鎖狀的東西中隱藏著無數隻尖銳的針。名稱的意思為「媽媽」。
Sad Daddy
自我了斷的崔維斯的父親所異化而成的型態。從天花板倒吊著，身體像是被硬塞入箱子內似的。頭部可以伸縮，會以啃咬以及空口中所吐出的液體來攻擊。名稱的意思為「傷心的爸爸」。
Alessa`s Dream
從昏倒的崔維斯的意識中所生出，姿態不像惡魔也不像神的怪物。會用鋭利的爪子與光線攻擊，也會降下火球。名稱的意思為「亞雷莎之夢」。

## 開發
在電影版上映之前，曾經有推測科樂美打算推出以電影中的母親「蘿絲（Rose Da Silva）」來代替原本1代的主角「哈利・梅森（Harrold "Harry" Mason）
」的復刻版。而這個推測在後來電影版的導演克里斯多夫·甘斯訪談時所提起，並且洩露出一份可能發售日期的目錄，包括PSP上的《沉默之丘：原罪》。《起源》的製作人William Oretel稍後確認了1代復刻版的消息，但之後又否認了。
《起源》第1次發佈於2006年的E3展，釋出了詳細的故事與遊戲由玩資訊，並也公佈了它並非由開發之前所有作品的Team Silent所製作，而是由Climax Studios代替。故事的走向由Sam Barlow負責，為了保持系列作的招牌，他曾與Team Silent協商過故事內容。而原聲帶仍然由大家熟知的山岡晃所負責。一開始本來使用的是《惡靈古堡4》的視點系統，遊戲中崔維斯可裝備六種武器，其中三種是肉搏系武器，其他三種是槍枝類武器，包括手槍，左輪手槍以及霰彈槍，並且可以讓崔維斯的手槍上加裝瞄準器，以及一個新式的「障礙」系統以阻擋怪物的去路。這時候，遊戲的發售時間本來被預估為2006年底。
但是在2006年10月，傳出「因為Climax's美國分公司的管理不善以及『不切實際的最後期限』，遊戲設計將有重大瑕疵，整個遊戲只需要花三到四個小時就能破關」的傳言。之後的設計開發移到英國，以確保能夠合乎「粉絲心目中所想要的沉默之丘」，而發售日期也隨後確定。之後幾次的遊戲預覽都表現出，遊戲有著顯著的改變，遊戲愈來愈接近前幾代的系列作，並且捨棄了《惡靈古堡4》的視角，而這些改變被許多玩家認為是好的。
在2007年8月19日，遊戲的體驗版被洩漏至網路上供人下載，而Climax迅速地聲明體驗版並非是由他們所釋出。遊戲於2007年11月於北美與歐洲發售，而日本與澳洲則於同年的12月發售。日本版的標題與海外不同，為「Silent Hill Zero」。而在2007年12月初，雜誌「Kotaku」就有消息指出《起源》將由Climax負責移植至PlayStation 2上，好讓更多玩家們可以遊玩這款遊戲，而移植版本將於2008年3月發售。於2008年1月初，Amazon.com購物網站開始接受PS2玩家的預先訂購，雖然科樂美與Climax當時還未證實這個消息。最後於2008年的1月22日，科樂美證實了PS2的版本正在開發中。最後《起源》的PS2北美版本於2008年3月5日發售，而歐洲版本則跟進於之後的3月15日發售。

### 音樂
《沉默之丘 0音樂原聲帶》由山岡晃作曲，於2008年1月25日由Konami Music Entertainment, Inc.所發行。
| Silent Hill Zero Original Soundtracks | Silent Hill Zero Original Soundtracks                      | Silent Hill Zero Original Soundtracks |
| 曲序                                  | 曲目                                                       | 时长                                  |
| ------------------------------------- | ---------------------------------------------------------- | ------------------------------------- |
| 1.                                    | Shot Down in Flames（performed by Mary Elizabeth McGlynn） | 3:59                                  |
| 2.                                    | Meltdown                                                   | 3:13                                  |
| 3.                                    | Evil Appetite                                              | 2:05                                  |
| 4.                                    | Wrong Is Right                                             | 2:25                                  |
| 5.                                    | Not Tomorrow 3                                             | 1:42                                  |
| 6.                                    | Monster Daddy                                              | 2:26                                  |
| 7.                                    | King of Adiemus                                            | 2:28                                  |
| 8.                                    | Don't Abuse Me                                             | 1:39                                  |
| 9.                                    | Underworld 4                                               | 3:06                                  |
| 10.                                   | Acid Horse                                                 | 2:10                                  |
| 11.                                   | O.R.T.（performed by Mary Elizabeth McGlynn）              | 4:23                                  |
| 12.                                   | Insecticide                                                | 2:11                                  |
| 13.                                   | Raw Power                                                  | 1:16                                  |
| 14.                                   | A Million Miles                                            | 1:31                                  |
| 15.                                   | Battle Drums                                               | 2:17                                  |
| 16.                                   | The Wicked End                                             | 2:17                                  |
| 17.                                   | Blow Back（performed by Mary Elizabeth McGlynn）           | 3:13                                  |
| 18.                                   | Real Solution                                              | 2:55                                  |
| 19.                                   | The Healer                                                 | 2:52                                  |
| 20.                                   | Snowblind                                                  | 2:00                                  |
| 21.                                   | Behind the Wall of Sleep                                   | 2:19                                  |
| 22.                                   | Drowning                                                   | 2:25                                  |
| 23.                                   | Murder Song "S"                                            | 3:04                                  |
| 24.                                   | Not Tomorrow 4                                             | 2:15                                  |
| 25.                                   | Theme of Sabre Dance                                       | 1:33                                  |
| 26.                                   | Hole in the Sky（performed by Mary Elizabeth McGlynn）     | 4:10                                  |
| 总时长：                              | 总时长：                                                   | 65:54                                 |

## 備註
1. 1 2 3  . GameSpot.   [2007-10-26]. （原始内容存档于2009-03-02）.
2. 1 2  Klepek, Patrick. . 1UP. 2006-03-16  [2007-11-19]. （原始内容存档于2012-03-29）.
3. ↑  Haynes, Jeff. . IGN. 2007-04-23  [2011-04-05]. （原始内容存档于2012-08-07）.
4. ↑  Klepek, Patrick. . 1UP. 2006-04-13  [2007-11-19]. （原始内容存档于2007-09-27）.
5. 1 2  Reed, Kristan. . Eurogamer. 2006-05-11  [2007-11-19]. （原始内容存档于2007-10-12）.
6. ↑  Vore, Bryan. . GameInformer. 2006-07-24  [2007-11-19]. （原始内容存档于2007-11-15）.
7. 1 2  GameSpot. . GameSpot. 2006-05-10  [2007-11-19]. （原始内容存档于2007-09-30）.
8. ↑  MobyGames Game Credits for Silent Hill: 0rigins （页面存档备份，存于）
9. ↑  Eurogamer, Silent Hill Origins Preview （页面存档备份，存于）
10. 1 2 3  Dunham, Jeremy. . IGN. 2006-08-23  [2007-11-19]. （原始内容存档于2007-07-07）.
11. 1 2  Torres, Ricardo. . GameSpot. 2006-08-24  [2007-11-19]. （原始内容存档于2007-09-30）.
12. ↑  Torres, Ricardo. . GameSpot. 2006-05-10  [2007-11-19]. （原始内容存档于2009-03-02）.
13. ↑  Reed, Kristan. . Eurogamer. 2006-05-11  [2007-11-19]. （原始内容存档于2007-09-30）.
14. ↑  Crecente, Brian. . Kotaku. 2006-10-23  [2007-11-19]. （原始内容存档于2012-06-29）.
15. 1 2  Fahey, Rob. . Eurogamer. 2007-07-10  [2007-11-19]. （原始内容存档于2007-09-30）.
16. ↑  Reed, Kristan. . Eurogamer. 2007-04-30  [2007-11-19]. （原始内容存档于2007-10-27）.
17. 1 2  Liang, Alice. . 1UP. 2007-04-23  [2007-11-19]. （原始内容存档于2007-09-27）.
18. ↑  Shoemaker, Brad. . GameSpot. 2007-04-24  [2007-11-19]. （原始内容存档于2009-03-02）.
19. ↑  Martin, Matt. . Gamesindustry.biz. 2008-08-21  [2007-11-19]. （原始内容存档于2008-02-15）.
20. ↑  McWhertor, Michael. . Kotaku. 2007-12-07  [2007-12-07]. （原始内容存档于2012-06-29）.
21. ↑  McWhertor, Michael. . Kotaku. 2008-01-15  [2008-11-24]. （原始内容存档于2012-08-07）.
22. ↑  Geddes, Ryan. . IGN. 2008-01-22  [2008-11-24]. （原始内容存档于2012-08-07）.
23. ↑  . Konamistyle.   [2008-11-24]. （原始内容存档于2008-12-18） （日语）.

## 外部連結
- コナミ公式サイトスペシャルバージョン （页面存档备份，存于）